# Кобан (половецкий хан)
Кобан (? — после 1190 года) — половецкий хан XII века.

## Биография
В 1190 году половецкое войско, которое возглавляли Кобан, Колдечи, Бегубарс и Ярополк Томзакович, настигло на берегу реки Ингулец русское войско под руководством княжичей Ростислава Рюриковича и Ростислава Владимировича и вступило в бой с русской конницей и чёрными клобуками. В ходе битвы половцы были разбиты и понесли тяжелые потери, многие половцы, среди которых был хан Кобан попали в плен, но вскоре хан был отпущен за выкуп. 
Дальнейшая его судьба неизвестна.